# كارلوس أبيلا
كارلوس أبيلا (بالإسبانية: Carlos Abella) هو لاعب كرة قدم كولومبي، ولد في 25 يناير 1986 في Pitalito ‏ في كولومبيا. لعب مع أتليتيكو هويلا.

## وصلات خارجية
- كارلوس أبيلا على موقع الاتحاد الدولي (مؤرشف)  (الإنجليزية)
- كارلوس أبيلا على موقع قاعدة بيانات كرة القدم.إي يو (الإنجليزية)
- كارلوس أبيلا على موقع Soccerway.com (الإنجليزية)
- كارلوس أبيلا على موقع AS.com (الإسبانية)